# Aarhus Fremad
Maillots
Le Aarhus Fremad est un club danois de football basé à Aarhus dans le Jutland. 
Le club joue depuis la saison 2006-2007 en première division, après avoir accroché la deuxième place du classement de deuxième division Ouest la saison précédente.